# باخانمان (مجموعه تلویزیونی)
با خانمان یک مجموعه تلویزیونی محصول سال ۱۳۹۹ به کارگردانی برزو نیک نژاد، به نویسندگی امیر برادران و به تهیه کنندگی زینب تقوایی می‌باشد. اولین قسمت از این مجموعه روز چهارشنبه ۱۰ دی ۱۳۹۹ از شبکه سه و آخرین قسمت آن روز شنبه ۱۸ بهمن ۱۳۹۹ پخش شد.

## خلاصه داستان
این مجموعه، داستان یک استاد دانشگاه به نام مسعود (حسام محمودی) را روایت می‌کند که مدت‌ها است قصد ازدواج با دختر عموی خود، سمانه (مارال فرجاد) را دارد؛ اما اختلافات خانوادگی و مخالفت مادر سمانه(افسانه بایگان)، مانع این وصلت شده‌است. در این بین افشای رازی دربارهٔ گذشته خانوادگی مسعود، زندگی او را با تحولاتی رو به رو می‌کند.
سریال با نمایش زندگی مسعود و پدر آغاز می‌شود. او زندگی سالمی دارد، ورزش می‌کند و کاندید هیئت علمی دانشگاه است؛ هرچند که انجام مصاحبه را پشت گوش می‌اندازد. داستان سریال در واقع هنگامی آغاز می‌شود که در جلسه‌ی خواستگاری سمانه، پدر از حال می‌رود و در بیمارستان، حقیقت را به مسعود می‌گوید: او فرزند واقعی این خانواده نیست. سال‌ها قبل، هنگامی که پدر و مادر مسعود از بچه‌دار شدن ناامید می‌شوند، از فردی با لقب نوید منقار، مسعود را می‌خرند.
افشای این راز به مسعود انگیزه می‌دهد تا به‌دنبال خانواده‌ی حقیقی خود بگردد. این جست‌وجو از پیدا کردن دلال بچه، منقار، آغاز می‌شود. او به مسعود از «ناصر سینک» می‌گوید و در ازای پول، مسعود را کمی روشن می‌کند.
مسعود به محله‌ی قدیمی می‌رسد و پس از جست‌وجو از صاحب سوپرمارکت محل، آدرس خانه‌ی ناصر سینک را می‌یابد. ناصر سینک که فکر می‌کند مسعود کارمند سازمانی خیریه است، تلاش می‌کند تا مسعود را مرعوب به در پوشش قرار دادن خود کند.
مسعود پس از کمی صحبت با پدر، از آن‌جا می‌رود؛ البته که با نشانی همسر ناصر، یعنی مادر واقعی‌اش. حوری عروسک خرس می‌دوزد و دخترش (الهام اخوان) یک دانشجوی ممتاز است.
مسعود آرام‌آرام حقیقت را به خانواده‌ی واقعی‌اش می‌گوید و آن‌ها را راضی به آزمایش دی‌ان‌ای می‌کند: بله، او پسر واقعی آن‌هاست.
داستان سریال در طی ۳۰ قسمت حول پیداکردن باقی اعضای خانواده‌ی مسعود می‌چرخد؛ و البته که دیالوگ پایانی قسمت آخر سریال، تلویحا اشاره به وجود فرزندان فروخته‌شده‌ی بیشتری از این خانواده می‌کند. با این‌وجود، ادامه‌دار بودن سریال را می‌شود غیرممکن دانست.

## بازیگران
| بازیگر           | نقش                     | توضیحات                         |
| ---------------- | ----------------------- | ------------------------------- |
| حسن پورشیرازی    | ناصر آراسته (ناصر سینک) | پدر واقعی مسعود                 |
| شهره لرستانی     | حوریه (حوری)            | مادر واقعی مسعود                |
| حسام محمودی      | مسعود آراسته            | پسر واقعی ناصر و حوریه          |
| حسام محمودی      | مسعود خاکپور            | پسر واقعی ناصر و حوریه          |
| الهام اخوان      | گوهر آراسته             | دختر ناصر و حوریه               |
| آتیلا پسیانی     | مصطفی خاکپور            | پدرخوانده مسعود                 |
| افسانه بایگان    | مهری                    | مادر سمانه                      |
| مارال فرجاد      | سمانه خاکپور            | نامزد و دخترعموی مسعود          |
| امیر کاظمی       | کوهیار آراسته           | پسر ناصر و حوریه                |
| سعید امیرسلیمانی | رشید                    | خدمتکار خانه مصطفی              |
| شهرام شکیبا      | صبری                    | رئیس دانشگاه                    |
| سپند امیرسلیمانی | هادی آراسته             | پسر ناصر و حوریه                |
| سپند امیرسلیمانی | محمدجواد چاووش          | پسر ناصر و حوریه                |
| فرزانه سهیلی     | نگار                    | همسر کوهیار                     |
| امیرحسین طاهری   | کریم                    | دوست و شاگرد مسعود              |
| مهناز کرباسچیان  | نعیمه نعیمی             | مدیر کارگاه قالی                |
| مهروز ناصرشریف   | آرش دیانی               | خواستگار گوهر                   |
| مریم سلطانی      | ماهرخ (ماه‌طلعت)         | همسر دوم مصطفی                  |
| خسرو احمدی       | رحیم                    | صاحبخانه ناصر                   |
| امیر آتشانی      | فرخ                     | همسر یکی از کارگران کارگاه قالی |
| حامد وکیلی       | احمد                    | بقال                            |
| نصرت دادرسی      | نصرت                    | دوست فرخ                        |
| امید روحانی      | منصور دیانی             | پدر آرش                         |
| یوسف صیادی       | نوید منقار              | خلافکار                         |
| گیتی معینی       | اختر (پارمیدا)          | قابله                           |
| بهنام تشکر       | کاوه آراسته             | پسر ناصر و حوریه                |
| شقایق دهقان      | هدی آراسته              | دختر ناصر و حوریه               |
| شقایق دهقان      | ملودی فضلی              | دختر ناصر و حوریه               |